# Juice Scruggs
Frederick Henry Scruggs, detto Juice (Ashtabula, 19 gennaio 2000), è un giocatore di football americano statunitense che milita nel ruolo di centro per gli Houston Texans della National Football League (NFL).

## Carriera

### Houston Texans
Scruggs al college giocò a football a Penn State. Fu scelto nel corso del secondo giro (62º assoluto) nel Draft NFL 2023 dagli Houston Texans. Fu inserito in lista infortunati il 31 agosto 2023 e tornò nel roster attivo il 25 novembre. Debuttò come professionista subentrando nella gara dell'undicesimo turno contro i Jacksonville Jaguars. La settimana successiva disputò la prima gara come titolare contro i Denver Broncos. La sua prima stagione si chiuse con 7 presenze, di cui 6 come titolare.